# Липецьк
Ли́пецьк (рос. Ли́пецк) — місто (з 1779) в Росії, адміністративний центр Липецької області. Розташоване на березі річки Воронеж на відстані 508 км на південь від Москви.

## Історія
Укріплене слов'янське поселення на місці сучасного Липецька існувало ще до початку монголо-татарської навали. Воно було розташоване на крутому пагорбі, з півночі, півдня та заходу захищеного неприступними схилами. З більш похилого східного боку було насипано земляний оборонний пагорб, залишки якого збереглись ще й досі. У центрі поселення знаходився княжий дім, а навколо жили ремісники. У літописах Липецьк вперше згадується у 1283—1284 роках, період битв русичів з монголо-татарськими завойовниками. В 1284 році місто було повністю знищено баскаком Ахматом і протягом кількох наступних століть ніяких згадок про нього немає (деякі дослідження оскаржують його зв'язок з сучасним Липецьком).
Село «Малые Студёнки Липские», що знаходилось на місці сучасного Липецька, літописи вперше згадують у першій половині XVII століття.
1703 рік вважається роком заснування міста — тоді у місця впадання річки Липівка в річку Воронеж за вказівкою Петра I, поблизу від родовищ залізняку, були закладені заводи для виплавки чавуну, сталі, виготовлення гармат. У 1779 році повітове місто Сокольськ і слобода Липські заводи перетворені в місто з назвою Липецьк, яке стає центром створеного тоді Липецького повіту Воронізької губернії. 16 серпня 1781 Липецьк отримав свій герб. У XIX столітті Липецьк був містом повіту Тамбовської губернії.
На початку XX століття в місті працювали два чавуноливарних, винокурний, цукровий заводи, декілька свічних, шкіряних і тютюнова фабрики. У листопаді 1934 перший чавун дала домна нинішнього містоутворювального підприємства Новолипецького металургійного комбінату.
У роки німецько-радянської війни в короткі терміни було завершено будівництво Липецького тракторного заводу (нині після банкрутства — завод «Липецький трактор»).
З 1954 р. центр Липецької області. Отримавши статус обласного центру. За останніх 50 років населення міста зросло більш, ніж в 4 рази і перевищило півмільйона осіб. В наш час[коли?] Липецьк — друге місто в Центральному Чорнозем'ї (після Воронежа) за чисельністю населення.

## Клімат
Клімат помірно континентальний. Зима із стійким сніжним покривом, середня температура січня −10 °C. Літо тепле, середня температура липня +20 °C. Опадів випадає близько 500 мм на рік, найбільше — в липні.

## Адміністративний поділ
- Совєтський округ
- Октябрський округ
- Правобережний округ
- Лівобережний округ

## Економіка
- Новолипецький металургійний комбінат
- «Вільний сокіл»
- Трубний завод
- «Центроліт».
- ВАТ «Липецький трактор»
- АТ «Липецький верстатобудівний завод»
- Завод пускових двигунів
- Завод побутової техніки Indesit
- Азотний-туковий завод
- «Хімпродукт»
- Завод гумопластмасових виробів
- Кондитерська фабрика «ЛІКОН»
- Швейна фабрика
- Меблева фабрика
- Фабрика «Липецькі узори».

## Культура
Музеї
- Липецький обласний краєзнавчий музей

Театри
- Липецький державний академічний театр драми імені Л. М. Толстого
- Липецький державний театр ляльок

## Відомі люди
У Липецьку народився Микола Платонович Барсуков (1838–1906) — російський історик, археограф, бібліограф.
З містом пов'язана доля багатьох людей, ось лише декілька з них.
Герої Радянського Союзу:
- Водоп'янов Михайло Васильович (1899–1980) — льотчик-розвідник
- Онуфрієв Митрофан Олексійович (1921–2002) — бойовий льотчик

Герої Росії:
- Осканов Суламбек Сусаркулович (1943–1992) — генерал-майор авіації.